# تپ اختر دوتایی
یک تپ اختر دوتایی (به انگلیسی: Binary pulsar) از یک تپ‌اختر و یک ستاره همدم که در اغلب موارد یک کوتوله سفید یا یک ستاره نوترونی است، تشکیل می شود. تپ اخترهای دوتایی جزو اجسامی هستند که امکان آزمایش نسبیت عام را فراهم می آورند زیرا میدان گرانشی در نزدیکیشان بسیار قوی است.

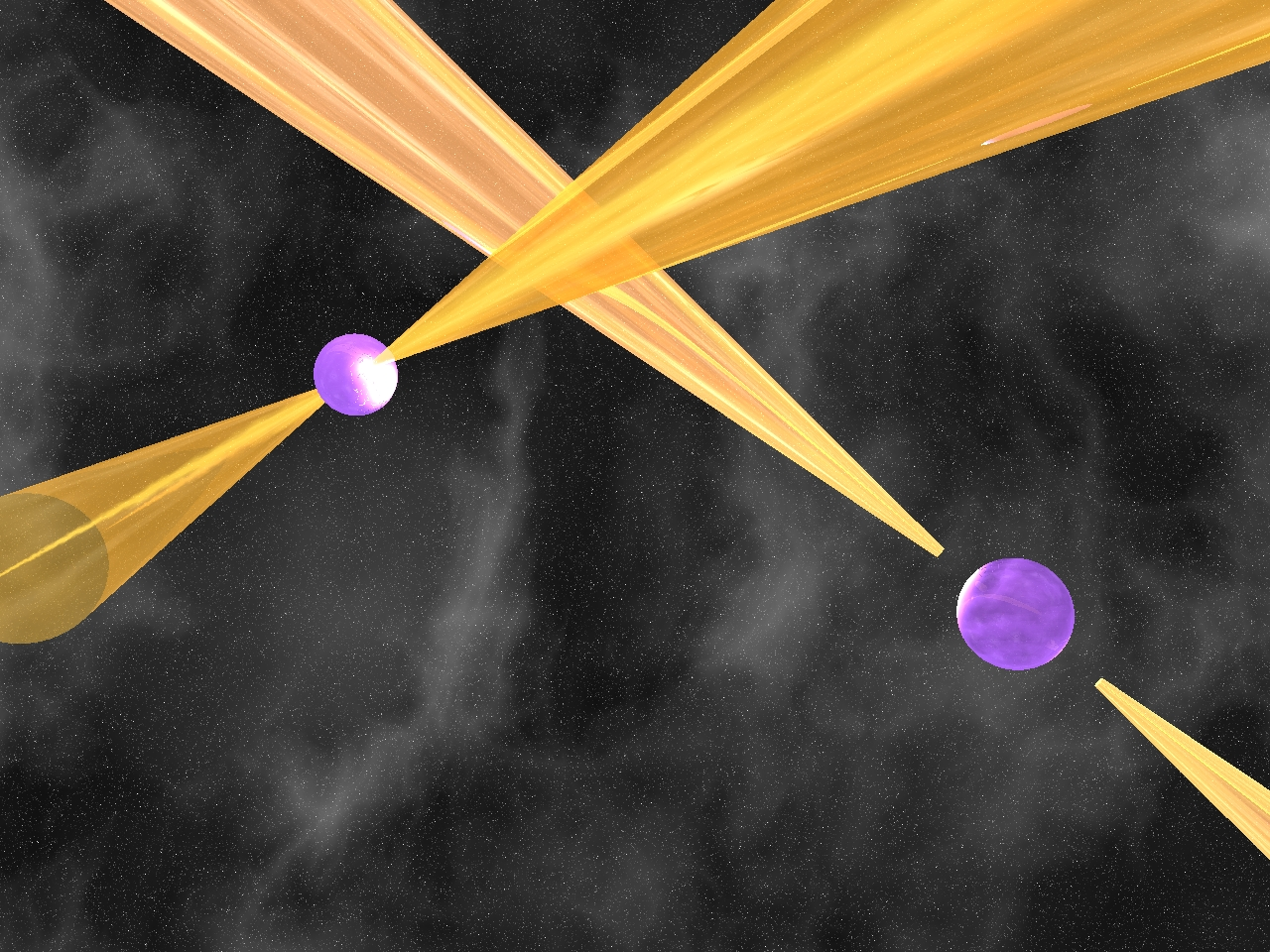
نگاره‌ای هنری از یک تپ‌اختر دوتایی

پی‌اس‌آر بی۱۹۱۳+۱۶ یا تپ اختر دوتایی هالس-تیلور نخستین تپ اختر دوتایی بود که در سال ۱۹۷۴ در رصدخانه آرسیبو در پورتوریکوی آمریکا، توسط راسل هالس و جوزف تیلور و با استفاده از یک رادیوتلسکوپ ۳۰ متری، مشاهده شد. هالس دانشجوی پژوهشی تیلور بود و این کشف در حین جستجوی سیستماتیک تپ اخترها انجام شد. وقتی هاسل مشغول مشاهده پی‌اس‌آر بی۱۹۱۳+۱۶ بود، متوجه گردید که نرخ تپش آن به صورت منظمی در تغییر است. وی به این نتیجه رسید که تپ اختر با سرعت زیادی به دور یک ستاره نزدیک می گردد و تغییر نرخ تپش آن ناشی از اثر دوپلر است: وقتی که تپ اختر به ما نزدیک می‌شود بسامد آن افزایش می یابد و وقتی دور می‌شود کاهش می یابد. هالس و تیلور در سال ۱۹۹۳ برای این کشف جایزه نوبل دریافت نمودند.